# 마쓰오촌 (나가노현)
마쓰오촌(일본어: 松尾村)은 일본 나가노현 시모이나군에 설치되었던 촌이다. 현재의 이다시에 해당한다.